# ヴラド・フィラト
ヴラド・フィラト（モルドバ語: Vlad Filat、1969年5月6日 - ）は、モルドバの政治家。2009年から2013年まで、同国首相を務めた。

## 生い立ち
モルダビア・ソビエト社会主義共和国ラプシュナで、マリアとヴァシーレ・フィラトの第二子として生まれる。きょうだいのイオン、アラ、ヴァレンティーナとともに、ラプシュナの「タルチョツ」と呼ばれる地区で育つ。1986年、地元の高校を卒業。同校のラジオ局に勤め、翌年兵役に就いた。兵役は1987年5月8日から1989年8月15日におよび、シンフェローポリとセヴァストーポリで勤務した。
1989年から翌年にキシナウの職業高校で学び、さらに1990年から1994年まで、ヤシ大学で法学を学んだ。大学在学中は、ルーマニアにおけるモルドバ人学生組織「ルーマニアのベッサラビア出身学生連盟」のリーダーになった。同級生には、彼の内閣で司法相を務めたアレクサンドル・タナセがいる。妻のサンダとは1991年秋に出会い、わずか3ヶ月で結婚した。
1994年から1998年にかけて、ルーマニアで幅広い事業を興し、展開した。1994年から1997年までヤシのロモルド・トレーディングSRL理事長を、1997年から1998年まで同じくヤシのドソフテイ社経営会議議長を歴任した。

## 政治活動
1997年の設立から2007年まで、フィラトはモルドバ民主党に所属した。1998年にモルドバに帰国すると、当時のモルドバ政府の経済・改革省から民営化・国有財産管理局の局長に抜てきされた。1999年3月12日から11月12日まで、民主主義・改革同盟のイオン・ストゥルザ内閣で閣僚を務めた。2000年には民主党副代表に選ばれた。
2005年の国会議員選挙で、フィラトは国会議員に当選した。それから2009年3月まで、彼は安全保障・公共秩序・防衛委員会副委員長を務めた。またEU・モルドバ国会協力委員会委員でもあった。
2007年にはキシナウ市長選に出馬するも、得票率は8.32%で4位に終わった。その直後の2007年9月、彼は10年間所属した民主党を離党、新しくモルドバ自由民主党を立ち上げ、その代表になった。自由民主党は2009年4月の議会選で15議席、さらに同年7月の議会選で18議席を獲得し、国内で第二党、欧州統合同盟内では第一党にまで躍進した。選挙後の2009年8月8日、フィラトはミハイ・ギンプやマリアン・ルプ、セラフィム・ウレケアンとともに欧州統合同盟を結成した。

## 首相職
2009年9月17日、モルドバ憲法裁判所は首相指名権を持つミハイ・ギンプ大統領代行の辞任を承認した。同日、ギンプはフィラトを首相に指名する布告に署名した。国会は組閣を許可した。草案では大臣数を据え置く一方で、その職名や職掌が変更されていた。欧州統合同盟は9月25日の全体会議で、フィラト新内閣の信任投票を行った。
2013年3月8日、国会はフィラト首相に提出された問責決議案を可決し、解任した。憲法裁判所は4月22日、フィラト以外で暫定首相を立てるように命じ、4月25日にユリエ・レアンカが着任した。

## 私生活
離婚歴のある人物として知られている。
最初の妻は心理学者のサンダ・フィラト（Sanda filat）で、サンダとはルカ（1995年生）とイウスティーナ（1999年生、ニックネームはティナ）の二女をもうけたが、2012年8月に離婚している。
その2年後の2014年にはジャーナリストのアンジェラ・ゴンザ（Angela Gonța）と再婚している。

## ギャラリー

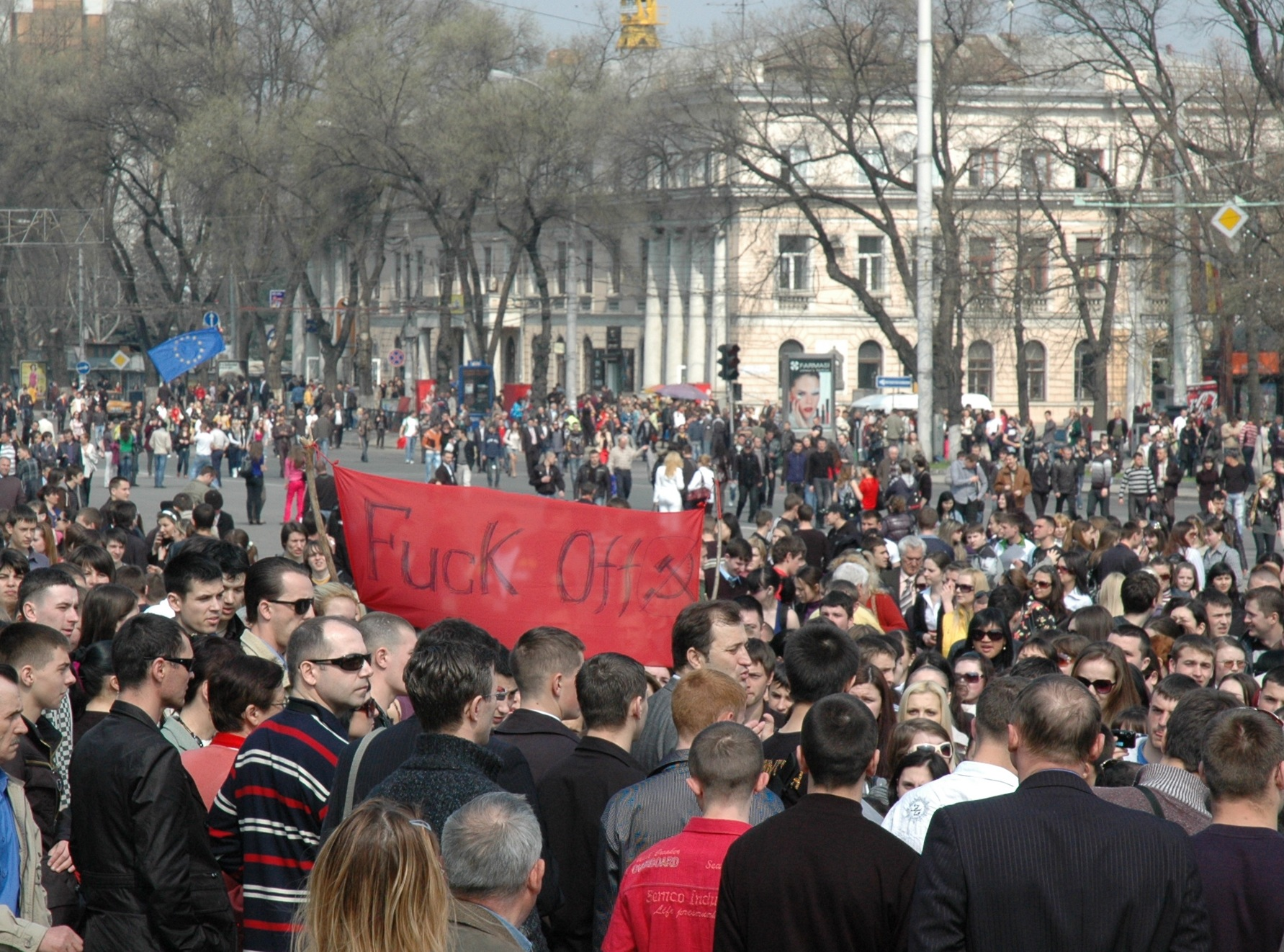
2009年4月7日、抗議集会に現れたフィラト
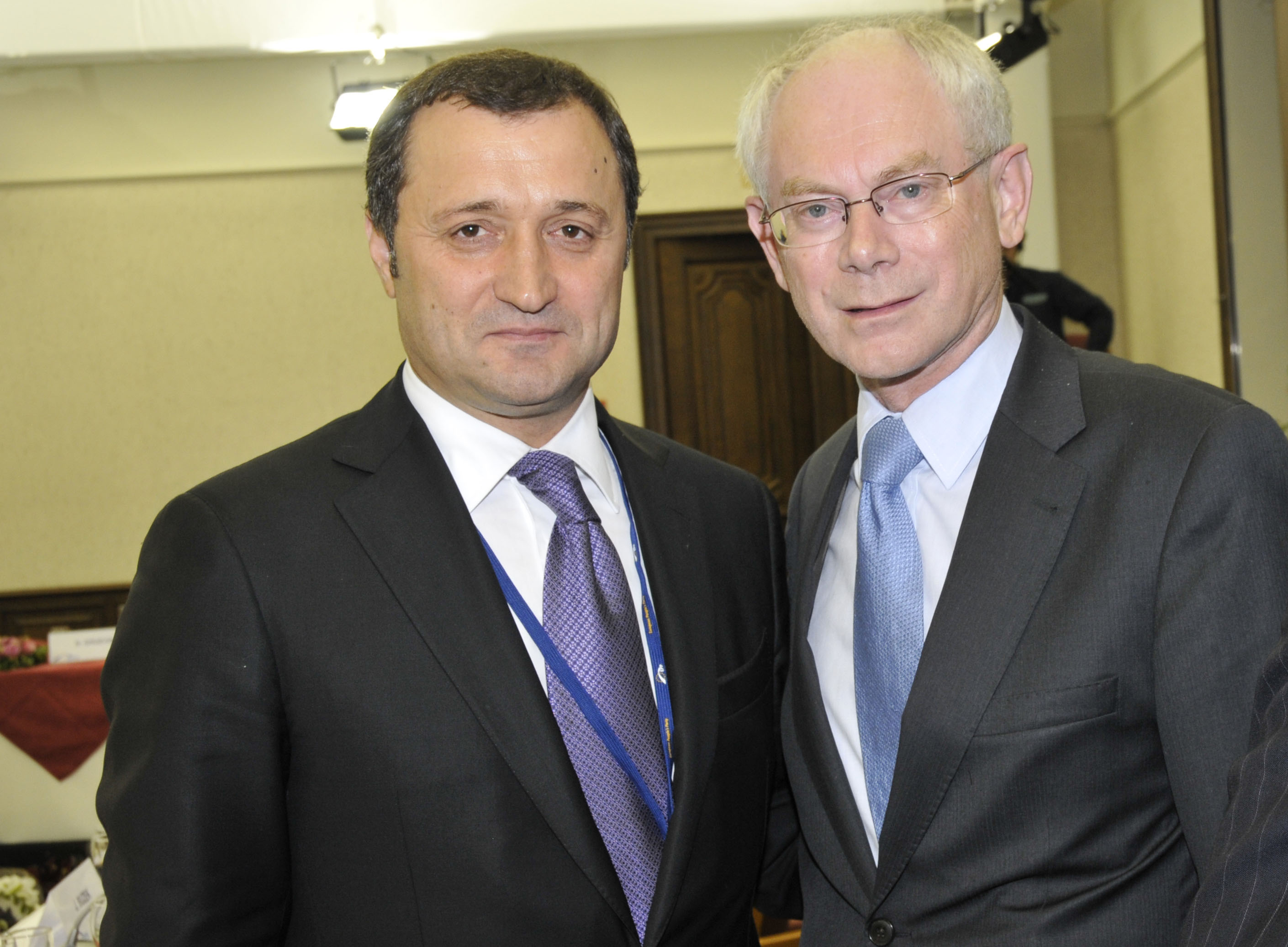
ヘルマン・ファン・ロンパイと
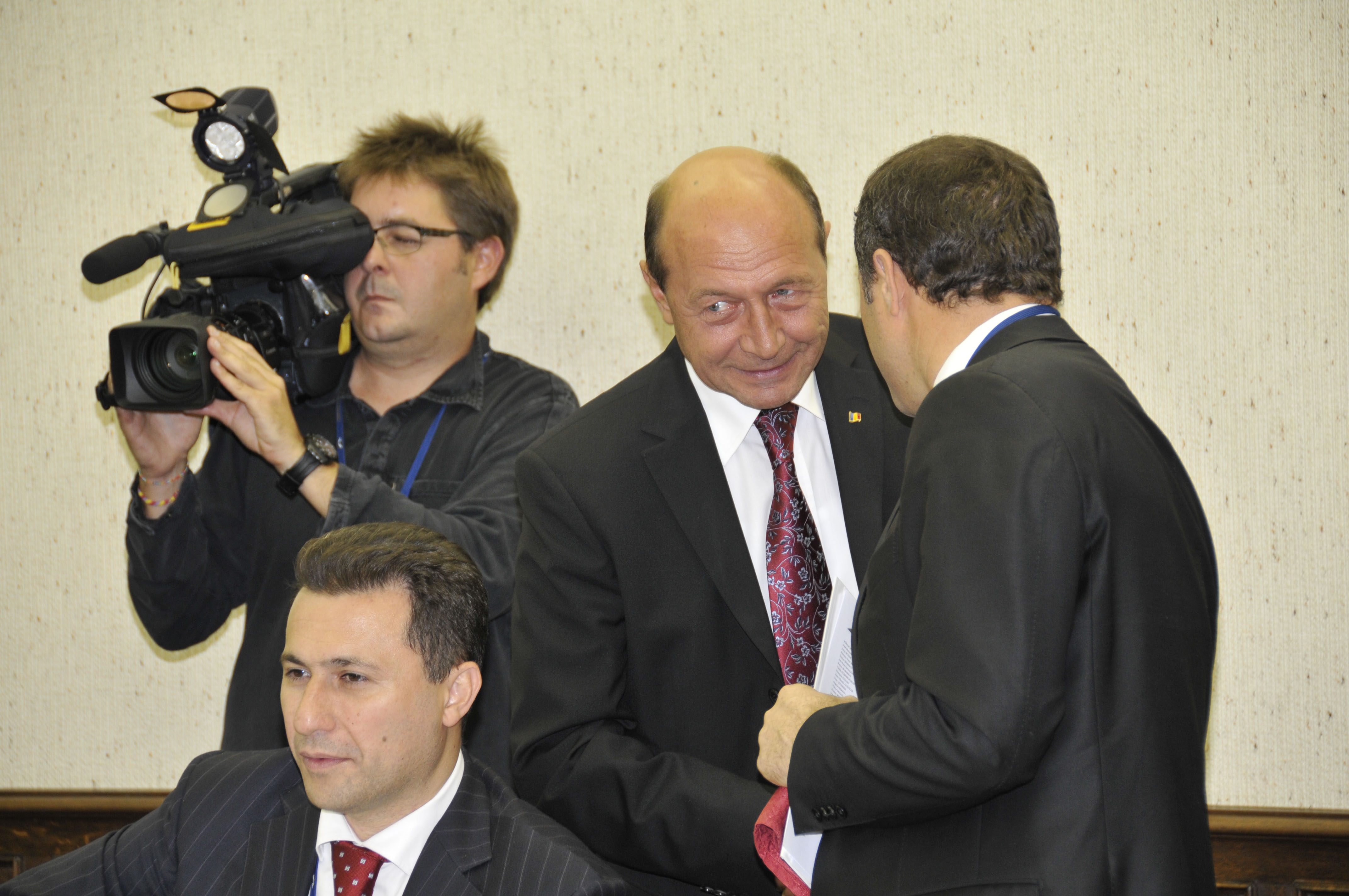
トライアン・バセスクと
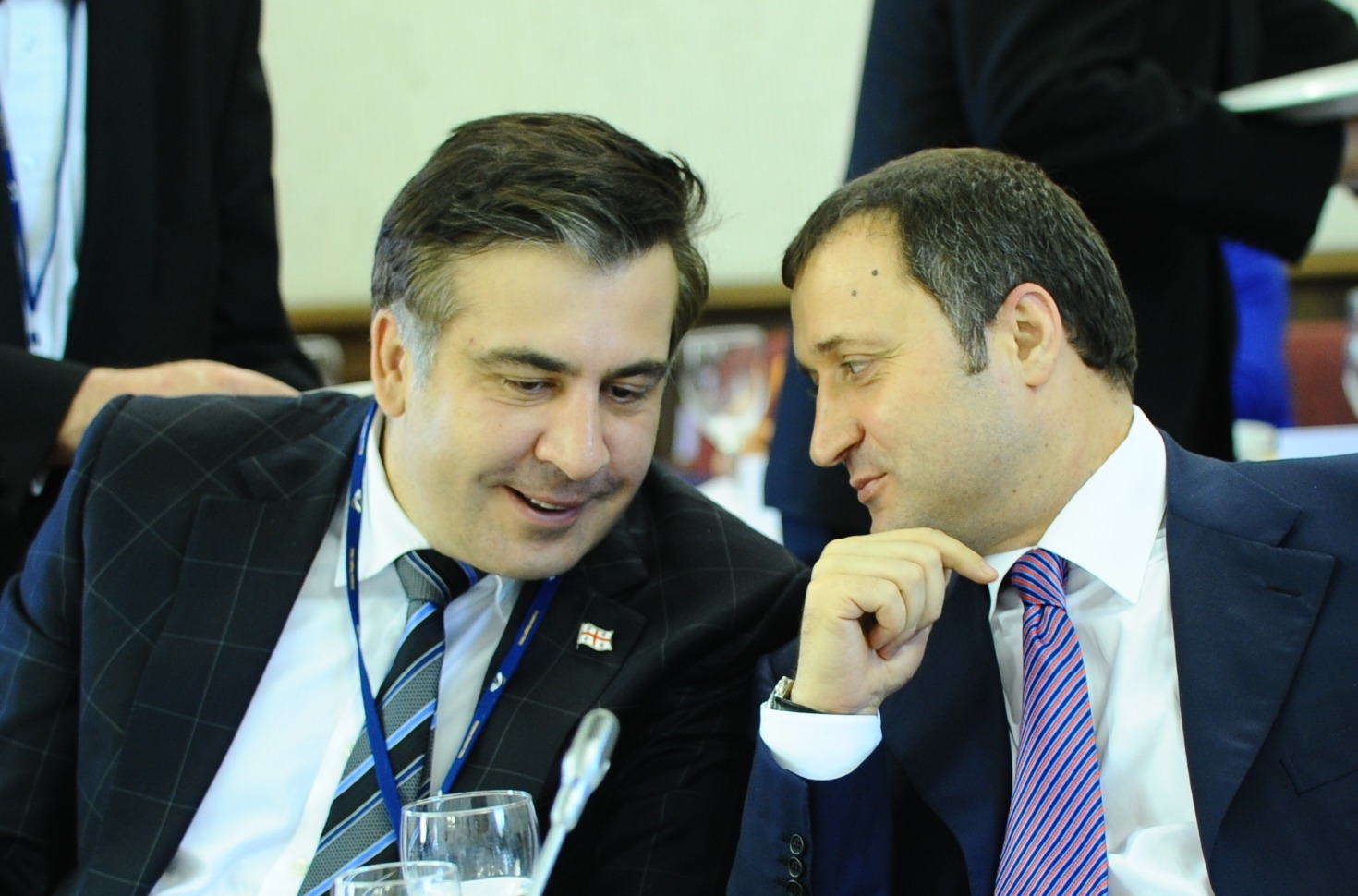
ミヘイル・サアカシュヴィリと
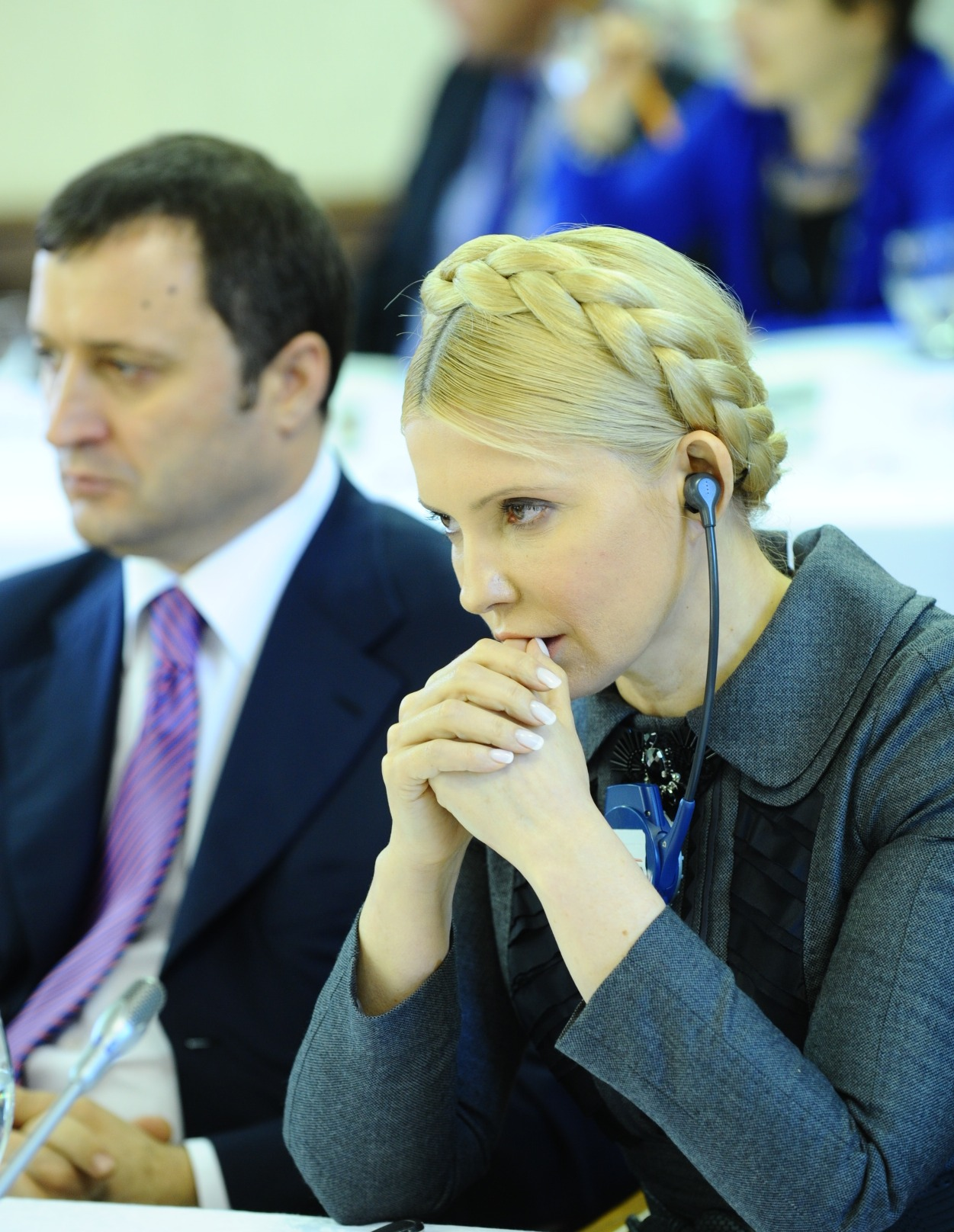
ユーリヤ・ティモシェンコと
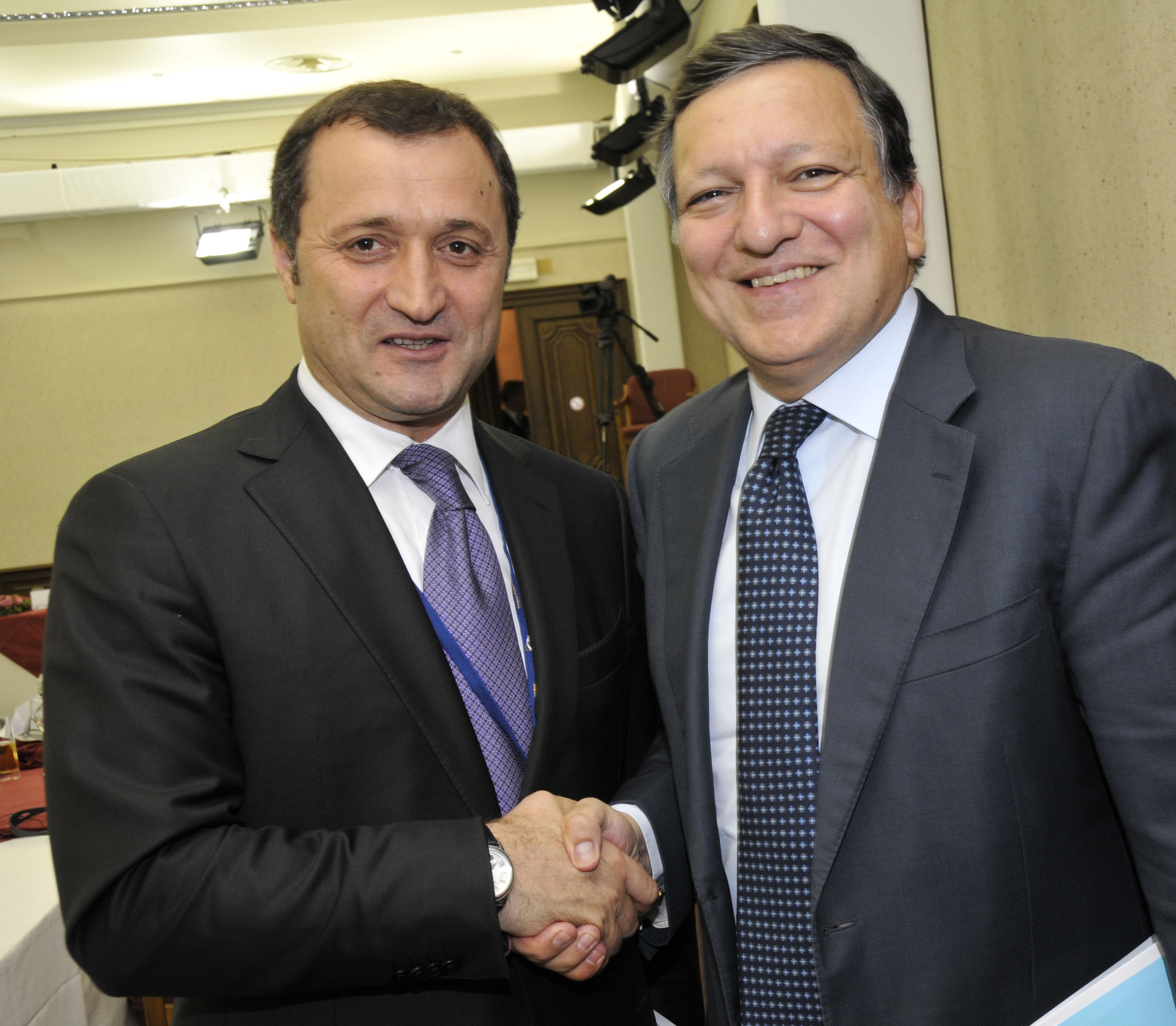
ジョゼ・マヌエル・バローゾと
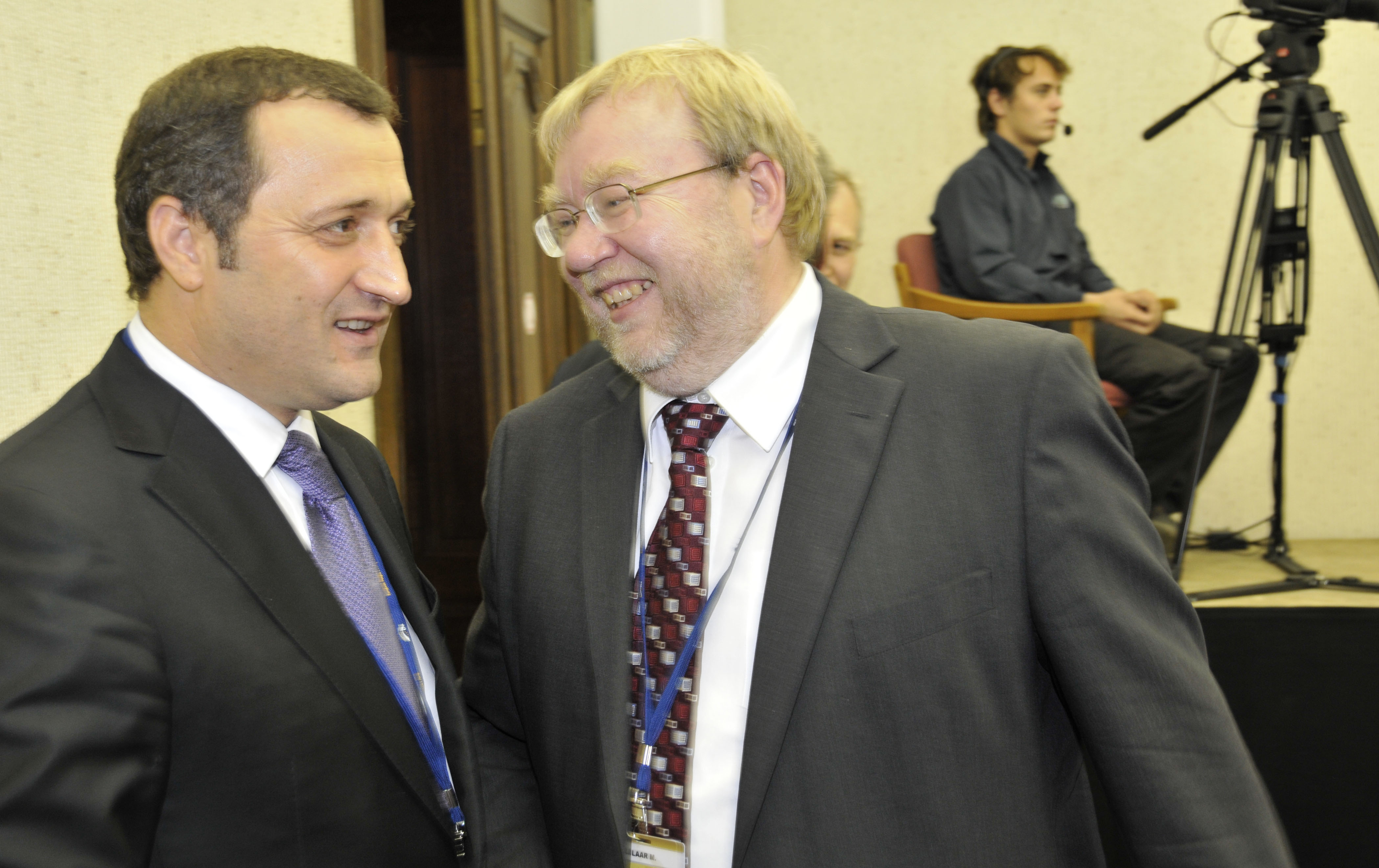
マルト・ラールと
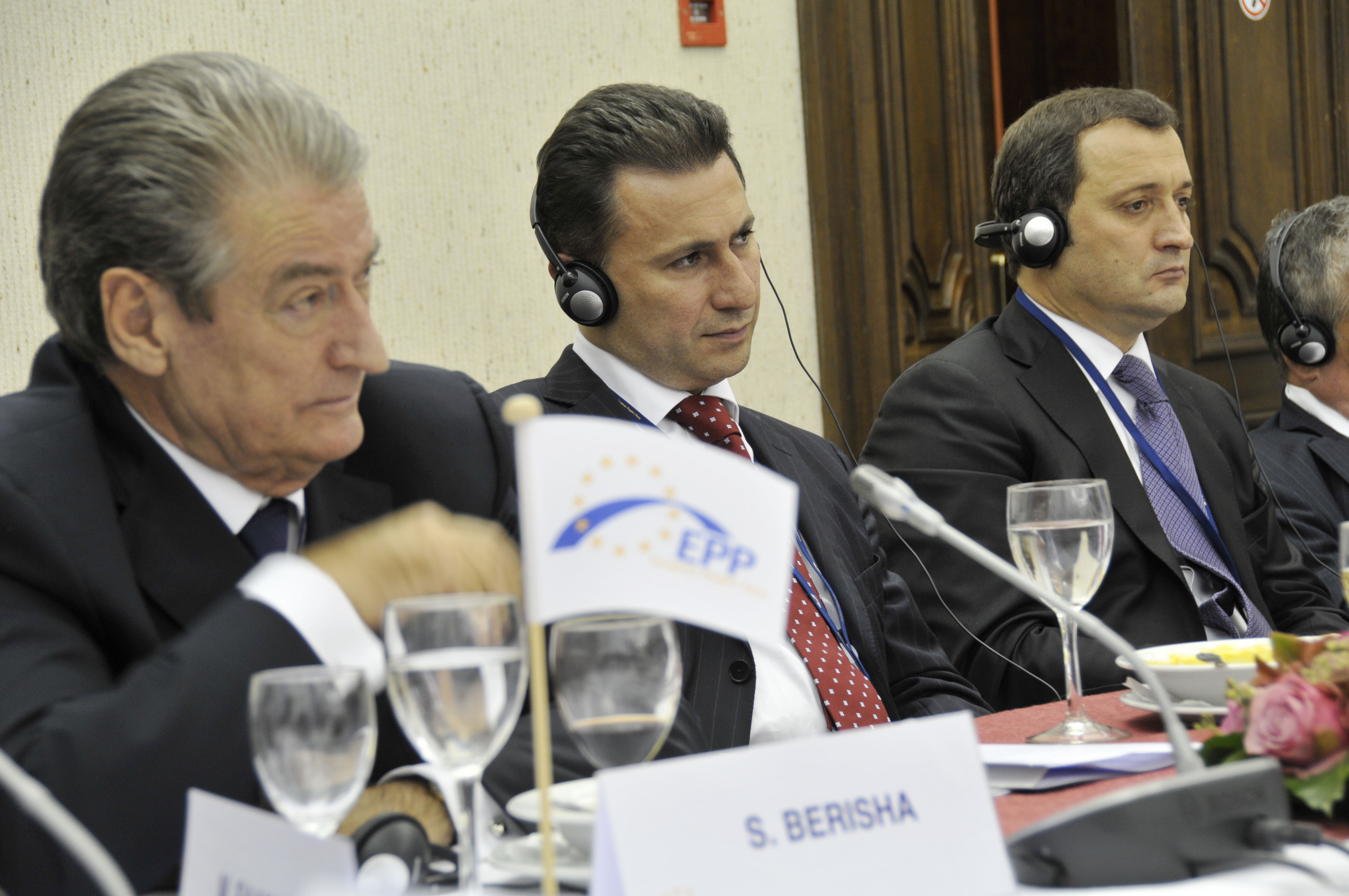
サリ・ベリシャ、ニコラ・グルエフスキと
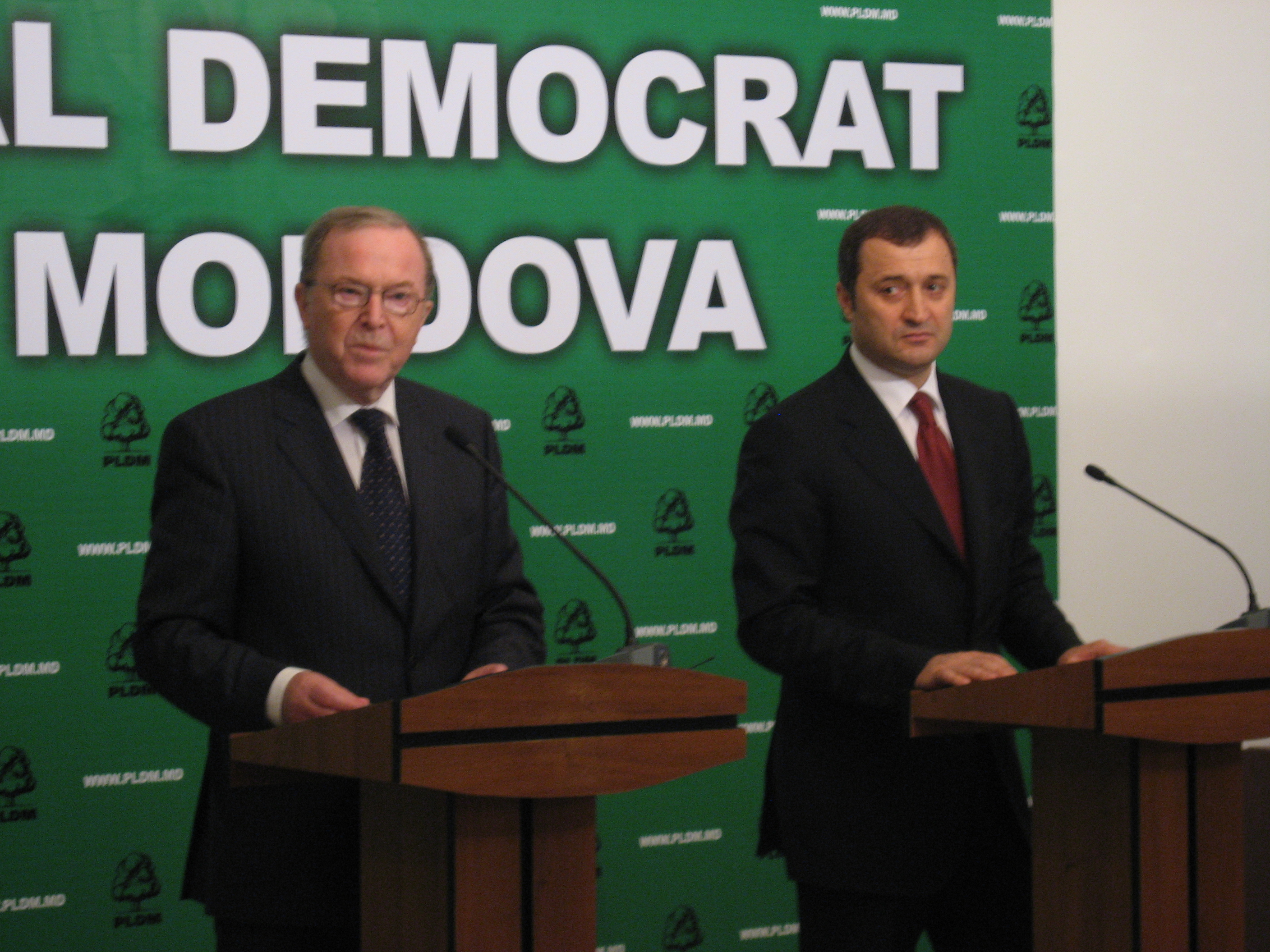
ウィルフリート・マルテンスと
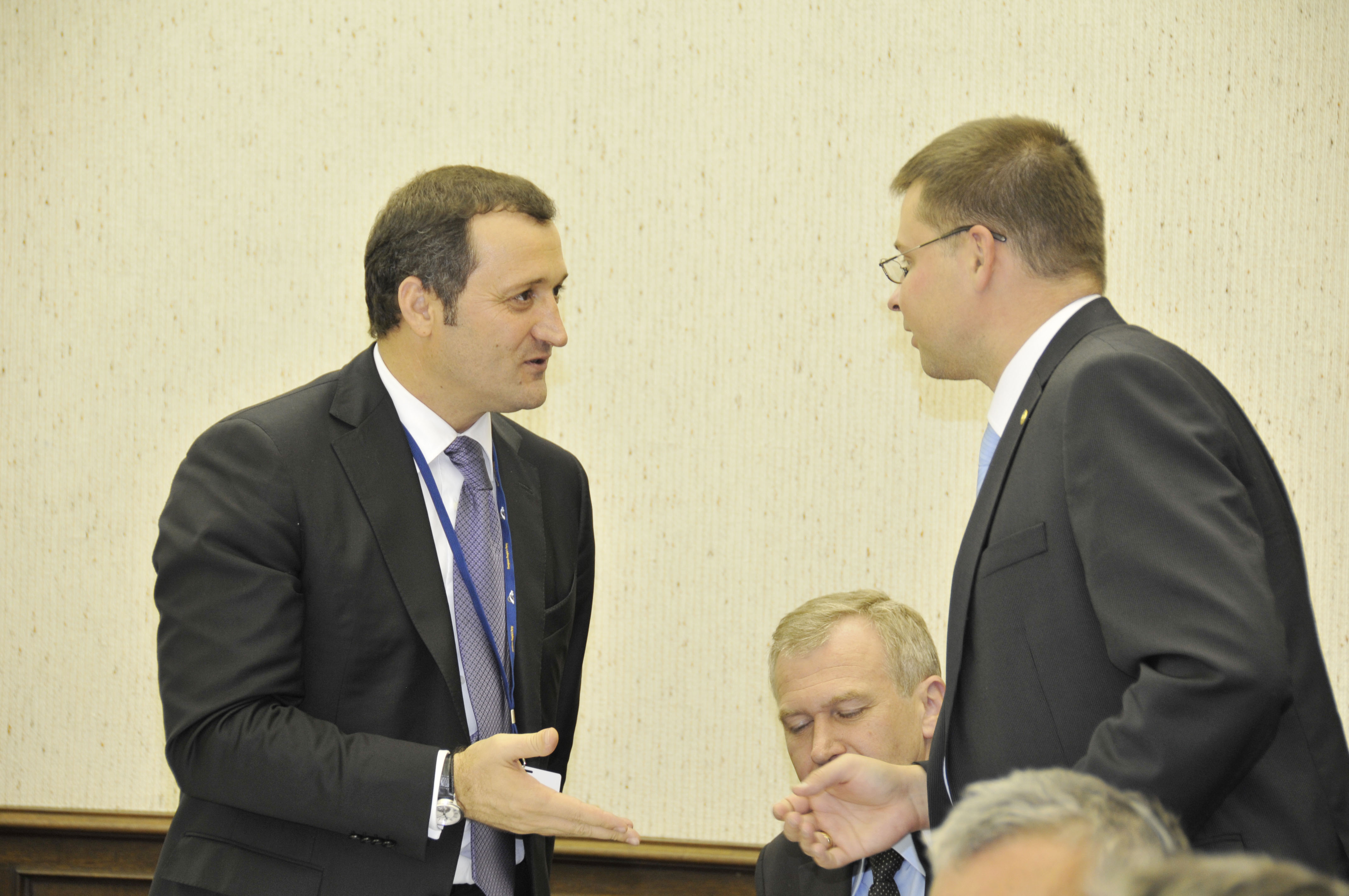
ヴァルディス・ドンブロウスキスと